# Erich Porsch
Erich Porsch (* 23. April 1909 in Oberhausen; † 20. Oktober 1944 in München) war Mitglied beziehungsweise Unterstützer der  Widerstandsgruppe um Franz Zielasko und wurde als Opfer der NS-Justiz in München-Stadelheim hingerichtet.

## Wirken
Erich Porsch wohnte im westfälischen Gladbeck, in der Breukerstraße 90. Der in der Sowjetunion ausgebildete Franz Zielasko sprang mit dem Fallschirm über Polen ab und reiste 1943  ins Ruhrgebiet, um ein Netzwerk aufzubauen und Widerstand gegen die Nazis zu organisieren. Erich Porsch soll eine seiner Kontaktpersonen und Unterstützer in Gladbeck gewesen sein. Im August 1943 zerschlug die Gestapo die Gruppe um Zielasko. Im Zuge der Verhaftungswelle in mehreren Städten des Ruhrgebiets, die Zahlen schwanken zwischen 44 beziehungsweise 56 Verhafteten, wurde auch Porsch festgenommen. Am 21. Juni 1944 verurteilte ihn der Volksgerichtshof zum Tode. Am 20. Oktober 1944 wurde er mit weiteren Mitgliedern der Gruppe Zielasko wie Friedrich Struckmeier, Gerhard Possner, Andreas Schillack sen. und Andreas Schillack jun. mit dem Fallbeil in Stadelheim hingerichtet.

## Ehrungen
Zum Gedenken an Erich Porsch wurde vor dem Haus Breukerstraße 90 in Gladbeck ein Stolperstein in den Fußweg eingearbeitet. Die Inschrift lautet „HIER WOHNTE - ERICH PORSCH - JG. 1919 - ERMORDET 20.10.1944 - WIDERSTAND“.